# Молина, Эрик
Эрик Ли Молина (англ. Éric Lee Molina; род. 26 апреля 1982, Реймондвилл, Уилласи, Техас, США) — американский, боксёр-профессионал с мексиканскими корнями, выступающий в тяжёлой весовой категории.
Среди профессионалов двукратный претендент на титул чемпиона мира (2015; 2016), бывший чемпион по версии IBF Inter-Continental (2016), чемпион Северной Америки по версии NABF (2013), чемпион США по версии WBC (USNBC) (2011—2012), чемпион штата Техас (2008—2009) в тяжёлом весе.

## Профессиональная карьера
Профессиональную боксёрскую карьеру Эрик Молина начал 17 марта 2007 года проиграв бой американскому боксёру Ашанти Иордания.

#### Бой с Уорреном Браунингом
13 августа 2011 года Молина завоевал вакантный титул чемпиона США по версии WBC (USNBC) в супертяжёлом весе победив техническим нокаутом в 3-м раунде своего соотечественника Уоррена Браунинга (14-1-1).

#### Бой с Крисом Ареолой
18 февраля 2012 года Молина потерял титул чемпиона США по версии WBC (USNBC) в бою с американцем Крисом Арреолой (35-2, 30 КО). На третьей минуте 1-го раунда Молине удалось немного «болтануть» Арреолу прямым ударом справа и воодушевленный этим успехом, Эрик бросился на своего соперника с градом ударов, напрочь позабыв о защите. Крис мгновенно восстановился от секундного потрясения и перекрылся, а затем перехватил атаку соперника — заперев Молину в угол, после чего Арреола нанёс мощнейший правый кросс в висок и отправил Эрика в глубокий нокаут.

#### Бой с Рафаэлем Зумбану Лове
17 января 2015 года Молина выступал в андеркарте чемпионского боя «Бермейн Стиверн—Деонтей Уайлдер», где встретился в бою со стойким бразильским джорнименом Рафаэлем Зумбану Лове (35-9-1, 28 КО). Бой проходил при полном доминировании Молины, главным оружием которого стали правые апперкоты в голову и левые прямые в туловище. Развязка наступила в финальном 8-м раунде, когда Молина «болтанул» своего визави правым апперкотом и будучи потрясён, Рафаэль отступил к канатам, после чего на него тотчас же обрушился град тяжёлых ударов, что вынудило рефери остановить поединок.

#### Чемпионский бой с Деонтеем Уайлдером
13 июня 2015 года Эрик Молина встретился в бою с чемпионом мира по версии WBC Деонтеем Уайлдером, который провёл первую защиту принадлежащего ему титула. Уайлдер владел явным преимуществом по ходу боя и трижды отправлял Молину в нокдауны — в 4-м и дважды в 5-м раундах, а в 9-м раунде после удара справа, Молина тяжело упал на пол, и рефери остановил бой не открывая счёт.

#### Бой с Томашем Адамеком
2 апреля 2016 года состоялся бой Эрика Молины в Польше за титул интерконтинентального чемпиона IBF, где он встретился с экс-чемпионом мира в полутяжелом и первом тяжелом весах 39-летним поляком Томашем Адамеком. Поединок получился конкурентным и зрелищным, но на последней секунде 10-го раунда Адамек пропустил жесткий удар справа, после которого рефери зафиксировал победу Молины нокаутом.

#### Чемпионский бой с Энтони Джошуа
В рамках второй титульной защиты обладатель пояса чемпиона мира по версии IBF в супертяжёлом весе британец Энтони Джошуа (18-0, 18 КО) без проблем расправился с американским претендентом-середняком Эриком Молиной (25-4, 19 КО). В дебюте встречи боец из США настолько опасался атлетичного чемпиона, что за весь раунд едва ли выбросил больше одного силового удара. Джошуа не форсировал события, пристреливался, и пару раз чиркнул по лицу противника кошачьим боковым слева. Во 2-м раунде Эрику пригодилось умение держать удар: несколько плюх он пропустил, пока без катастрофических последствий. Энтони не спешил и разыгрывал ситуацию наверняка. В 3-м раунде одна из атак чемпиона завершилась падением Молины: правый прямой отправил того на настил в углу. Претендент с трудом поднялся на ноги, чтобы спустя несколько секунд получить запись «поражение» в послужной список — рефери дал отмашку, когда Джошуа безответно влепил противнику несколько точных ударов и тот повис на канатах.

#### Бой с Домиником Бризилом
12 октября 2017 года WBC постановил, что бой Доминик Бризил — Эрик Молина будет иметь статус боя за звание обязательного претендент на титул чемпиона мира по данной версии, которым в данный момент обладает Деонтей Уайлдер (38-0, 37 КО), однако позже президент WBC Маурисио Сулейман уведомил, что поединок Бризил−Молина не станет финальным элиминатором, но «приблизит» победителя к поединку против чемпиона.
Относительно вялотекущий поединок взорвался зрелищной рубкой в 5-м раунде, а в 8-й трёхминутке бой завершился — Молина побывал в нокдауне, прозевав правый в голову от Бризила и с трудом продержался до конца раунда, но на 9-й раунд не вышел.

## Статистика профессиональных боёв
В таблице перечислены результаты всех поединков боксёров.
В каждой строке указан результат поединка. Дополнительно номер поединка обозначен цветом, который обозначает итог поединка. Расшифровка обозначений и цветов представлена в нижеследующей таблице.
| Пример | Расшифровка                     |
| ------ | ------------------------------- |
|        | Победа                          |
|        | Ничья                           |
|        | Поражение                       |
|        | Планируемый поединок            |
|        | Поединок признан несостоявшимся |
| КО     | Нокаут                          |
| ТКО    | Технический нокаут              |
| PTS    | Решение судей (по очкам)        |
| UD     | Единогласное решение судей      |
| MD     | Решение большинства судей       |
| SD     | Раздельное решение судей        |
| RTD    | Отказ от продолжения боя        |
| DQ     | Дисквалификация                 |
| NC     | Поединок признан несостоявшимся |

| 38 поединков, 29 побед (21 нокаутом), 9 поражений. | 38 поединков, 29 побед (21 нокаутом), 9 поражений. | 38 поединков, 29 побед (21 нокаутом), 9 поражений. | 38 поединков, 29 побед (21 нокаутом), 9 поражений. | 38 поединков, 29 побед (21 нокаутом), 9 поражений. | 38 поединков, 29 побед (21 нокаутом), 9 поражений. | 38 поединков, 29 побед (21 нокаутом), 9 поражений.                                                                                       |
| Бой                                                | Рекорд                                             | Дата боя                                           | Соперник                                           | Место проведения боя                               | Раундов, время                                     | Дополнительно |
| -------------------------------------------------- | -------------------------------------------------- | -------------------------------------------------- | -------------------------------------------------- | -------------------------------------------------- | -------------------------------------------------- | --- |
| 38                                                 | 29-9                                               | 23 марта 2023                                      | Саймон Кин (22-1)                                  | Montreal Casino, Монреаль, Квебек, Канада          | TKO 7 (10), 2:39                                   | |
| 37                                                 | 29-8                                               | 30 июля 2022                                       | Хосе Кастро (6-2)                                  | Коста-Рика                                         | RTD 3 (8), 3:00                                    | |
| 36                                                 | 28-8                                               | 30 октября 2021                                    | Ален Бабич (8-0)                                   | O2 Арена, Гринвич, Лондон, Великобритания          | TKO 2 (8), 1:30                                    | |
| 35                                                 | 28-7                                               | 28 августа 2021                                    | Алехандро де ла Торре (1-10)                       | Colonia Uniones, Матаморос, Тамаулипас, Мексика    | KO 3 (8), 1:03                                     | |
| 34                                                 | 27-7                                               | 27 марта 2021                                      | Фабио Уордли (10-0)                                | Europa Point Sports Complex, Гибралтар, Гибралтар  | KO 5 (10), 0:52                                    | |
| 33                                                 | 27-6                                               | 7 декабря 2019                                     | Филип Хргович (9-0)                                | Diriyah Arena, Эд-Диръия, Саудовская Аравия        | KO 3 (12), 2:03                                    | Бой за титул чемпиона по версии WBC International (3-я защита Хрговича) в тяжёлом весе.                                                  |
| 32                                                 | 27-5                                               | 15 февраля 2019                                    | Ник Гуивас (14-9-3)                                | Браунсвилл, Техас, США                             | UD (6)                                             | Счёт судей: 60-50, 60-51, 60-50. |
| 31                                                 | 26-5                                               | 4 ноября 2017                                      | Доминик Бризил (18-1)                              | Барклайс-центр, Бруклин, Нью-Йорк, США             | RTD 8 (12)                                         | Молина в нокдауне в 8-м раунде. |
| 30                                                 | 26-4                                               | 2 сентября 2017                                    | Джамал Вудс (13-35-7)                              | Палмхерст, Техас, США                              | MD (6)                                             | Счёт судей: 59-55, 58-56, 57-57. |
| 29                                                 | 25-4                                               | 10 декабря 2016                                    | Энтони Джошуа (17-0)                               | Manchester Arena, Манчестер, Великобритания        | TKO 3 (12)                                         | Бой за титул чемпиона мира по версии IBF в супертяжёлом весе (2-я защита Джошуа).                                                        |
| 28                                                 | 25-3                                               | 2 апреля 2016                                      | Томаш Адамек (50-4)                                | Краков Арена, Краков, Польша                       | KO 10 (12)                                         | Завоевал титул чемпиона по версии IBF Inter-Continental в супертяжёлом весе.                                                             |
| 27                                                 | 24-3                                               | 10 октября 2015                                    | Родрика Рэй (5-8-1)                                | Фар, Идальго, Техас, США                           | TKO 6 (6)                                          | |
| 26                                                 | 23-3                                               | 13 июня 2015                                       | Деонтей Уайлдер (33-0)                             | Бирмингем, Алабама, США                            | КО 9 (12), 1:03                                    | Бой за титул чемпиона мира по версии WBC, 1-я защита Уайлдера (добровольная). Молина в нокдауне один раз в 4-м и два раза в 5-м раундах. |
| 25                                                 | 23-2                                               | 17 января 2015                                     | Рафаэл Зумбану Лове (35-8-1)                       | MGM Grand Garden Arena, Лас-Вегас, США             | TKO 8 (8)                                          | Андеркарт чемпионского боя «Бермейн Стиверн—Деонтей Уайлдер».                                                                            |
| 24                                                 | 22-2                                               | 2 августа 2014                                     | Тео Крюгер (10-12-2)                               | Фар, Идальго, Техас, США                           | TKO 3 (6)                                          | |
| 23                                                 | 21-2                                               | 10 мая 2014                                        | Дэваррил Уильямсон (27-7)                          | Фар, Лос-Анджелес, Калифорния, США                 | TKO 5 (10)                                         | |
| 22                                                 | 20-2                                               | 27 апреля 2013                                     | Тони Грано (20-2-1)                                | Онтэрио, Калифорния, США                           | UD (12)                                            | Завоевал титул чемпиона Северной Америки по версии NABF в супертяжёлом весе.                                                             |
| 21                                                 | 19-2                                               | 16 июня 2012                                       | Эндрю Грили (14-39-3)                              | Мак-Аллен, Техас, США                              | UD (6)                                             | |
| 20                                                 | 18-2                                               | 18 февраля 2012                                    | Крис Арреола (33-2)                                | American Bank Center, Корпус-Кристи, Техас, США    | KO 1 (12), 2:30                                    | Потерял титул чемпиона США по версии WBC (USNBC) в супертяжёлом весе.                                                                    |
| 19                                                 | 18-1                                               | 13 августа 2011                                    | Уоррен Браунинг (14-1-1)                           | Hard Rock Hotel and Casino, Лас-Вегас, США         | TKO 3 (12)                                         | Завоевал вакантный титул чемпиона США по версии WBC (USNBC) в супертяжёлом весе.                                                         |